# Steinberg

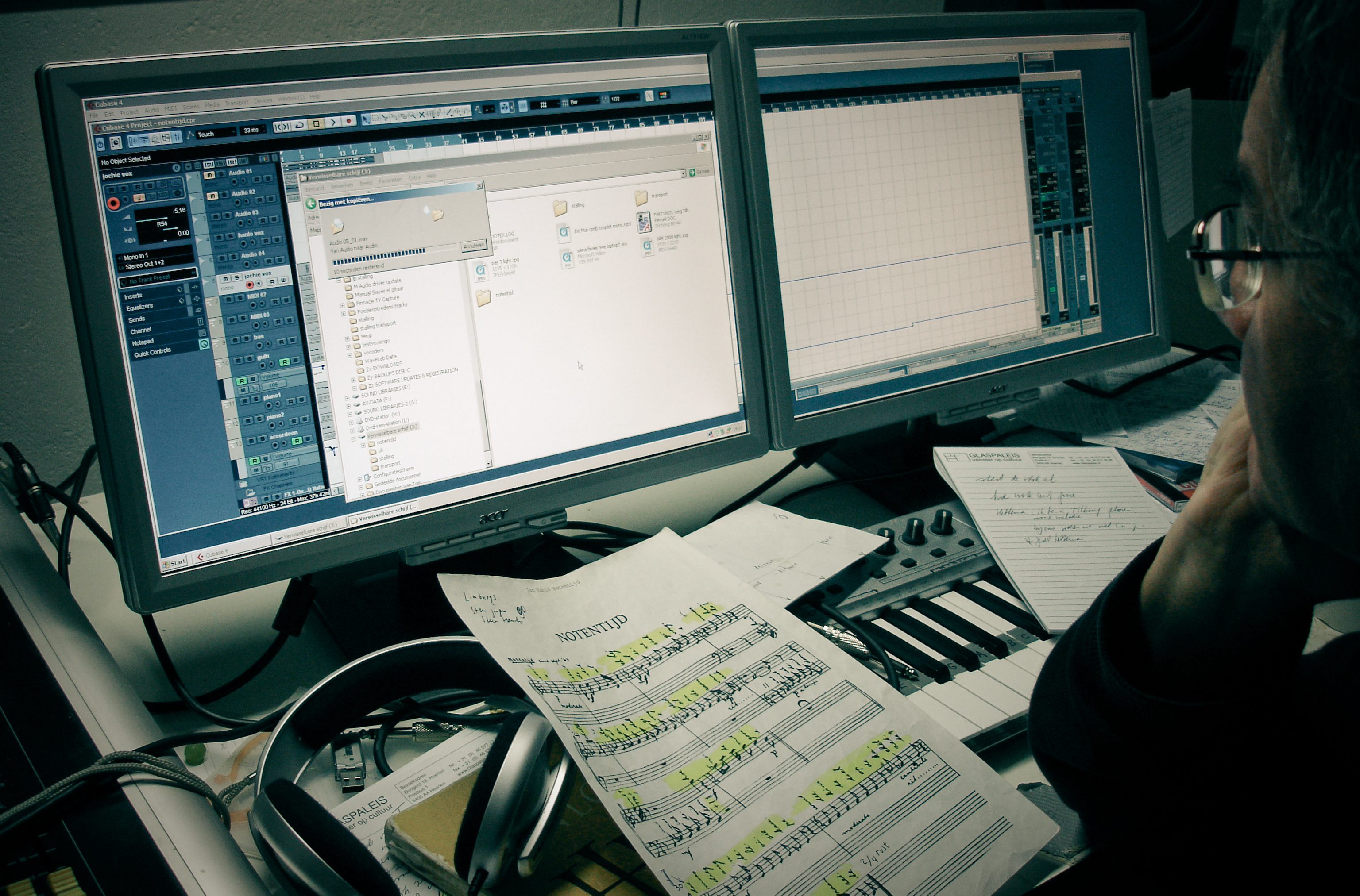
Gravação com o Steinberg Cubase

Steinberg é uma empresa alemã fabricante de software e hardware para música baseada em Hamburgo. É especializada em softwares de gravação, arranjo, edição e produção de áudio e MIDI, sintetizadores VSTi, assim como interfaces de áudio. É uma empresa pioneira na área de produção musical, sendo que o seu principal produto, o Cubase, é a mais antiga e uma das mais completas DAWs disponíveis no mercado. A Steinberg também é a inventora de importantes tecnologias como VST e ASIO.

## História
A companhia foi fundada em 1984 por Karl Steinberg Manfred Rürup. O primeiro produto desenvolvido foi o sequenciador MIDI Steinberg Pro 16 para o Commodore 64. O nome da empresa foi mudado de Steinberg Research para Steinberg Soft- und Hardware GmbH, e atuou nos Estados Unidos durante alguns anos como Steinberg North America, Inc. Em 1996, a Steinberg revolucionou o mercado dos DAW ao introduzir o VST — Virtual Studio Technology —, que tornou-se a plataforma padrão para o desenvolvimento de plugins de áudio.
Em janeiro de 2003, a companhia foi adquirida pela Pinnacle Systems, sob da qual passou a operar de forma independente, até que foi vendida para a Yamaha em dezembro de 2004.

## Produtos
- Cubase[3] - O carro-chefe da empresa, o Cubase, é um dos softwares de produção musical mais populares e abrangentes do mercado. Ele oferece uma vasta gama de ferramentas para composição, gravação, edição e mixagem de música.
- Nuendo[4] - Voltado para a produção de áudio profissional, o Nuendo é amplamente utilizado na pós-produção de filmes, televisão e jogos. Ele é conhecido por suas capacidades avançadas de edição e mixagem de áudio.
- WaveLab[5] - Este software é focado em masterização e edição de áudio. É uma ferramenta essencial para engenheiros de áudio que buscam a qualidade máxima na finalização de suas produções.
- Dorico - O Dorico é uma ferramenta avançada para compositores, arranjadores e editores de partituras.
- HALion - Software de sampler virtual amplamente utilizado na produção musical e na criação de som. Desde o seu lançamento inicial, o HALion se tornou um dos principais instrumentos de software no mercado, oferecendo uma vasta gama de possibilidades para músicos, produtores e engenheiros de som.

## Protocolos
A Steinberg introduziu à indústria musical diversos protocolos de software, entre eles estão:
- ASIO (protocolo de comunicação de baixa latência entre o software e a placa de som)
- VST (protocolo que permite uma terceira parte entre plugins de áudio e instrumentos virtuais)
- VSL (protocolo de rede audio/MIDI que permite a conexão e sincroniação de vários computadores com softwares da Steinberg)